# Roland (X-Files)
Pour les articles homonymes, voir Roland (homonymie).
Roland (Roland) est le 23e épisode de la saison 1 de la série télévisée X-Files. Dans cet épisode, un scientifique est assassiné dans un laboratoire de techniques de pointe. La seule personne présente au moment des faits est Roland, le concierge, un jeune lourdement handicapé mental.

## Résumé
Au Mahan Propulsion Laboratory, dans l'État de Washington, le concierge handicapé mental Roland Fuller est réprimandé par le Dr Keats pour avoir oublié comment utiliser le passe magnétique pour ouvrir une porte. Keats rejoint ses collègues le Dr Ronald Surnow et le Dr Frank Nollette qui débattent sèchement au sujet d'un prototype de moteur à réaction qu'ils sont en train de mettre au point. Nollette veut prendre le risque de pousser le moteur dans ses retranchements pour atteindre Mach 15, alors que Surnow refuse de prendre le risque d'endommager leur prototype. Après le départ de Keats et Nollette, Surnow entre dans la soufflerie pour faire des ajustements. Après avoir enfermé Surnow, Roland active le moteur puis modifie les formules au tableau. Surnow est aspiré par le moteur et meurt.
Mulder et Scully se rendent sur place, Mulder indique à Scully que le Dr Surnow est le second scientifique du laboratoire à avoir trouvé la mort durant les 6 derniers mois. Mulder fait part aux scientifiques de ses soupçons envers Roland, le seul témoin du crime, avant de découvrir que Roland est lourdement handicapé.

## Distribution
- David Duchovny : Fox Mulder
- Gillian Anderson : Dana Scully
- Željko Ivanek : Rolland Fuller
- Garry Davey : Dr Keats
- James Sloyan : Dr Nollette
- Micole Mercurio : Miss Stodie
- Kerry Sandomirsky : Tracey
- Matthew Walker : Docteur Surnow
- David Hurtubise : Barrington
- Sue Mathew : Lisa Howe

## Accueil

### Audiences
Lors de sa première diffusion aux États-Unis, l'épisode réalise un score de 7,9 sur l'échelle de Nielsen, avec 14 % de parts de marché, et est regardé par 12,50 millions de téléspectateurs.

### Critique
L'épisode recueille des critiques mitigées. Le magazine Entertainment Weekly lui donne la note de B+. Le site Le Monde des Avengers lui donne la note de 3/4. Zack Handlen, du site The A.V. Club, salue l'interprétation de Željko Ivanek et note que l'épisode est « suffisamment bien construit pour être appréciable » malgré son intrigue quelconque.
John Keegan, du site Critical Myth, lui donne la note de 5/10. Dans leur livre sur la série, Robert Shearman et Lars Pearson lui donnent la note de 2/5.